# Compagnie des chemins de fer de Paris à Lyon et à la Méditerranée

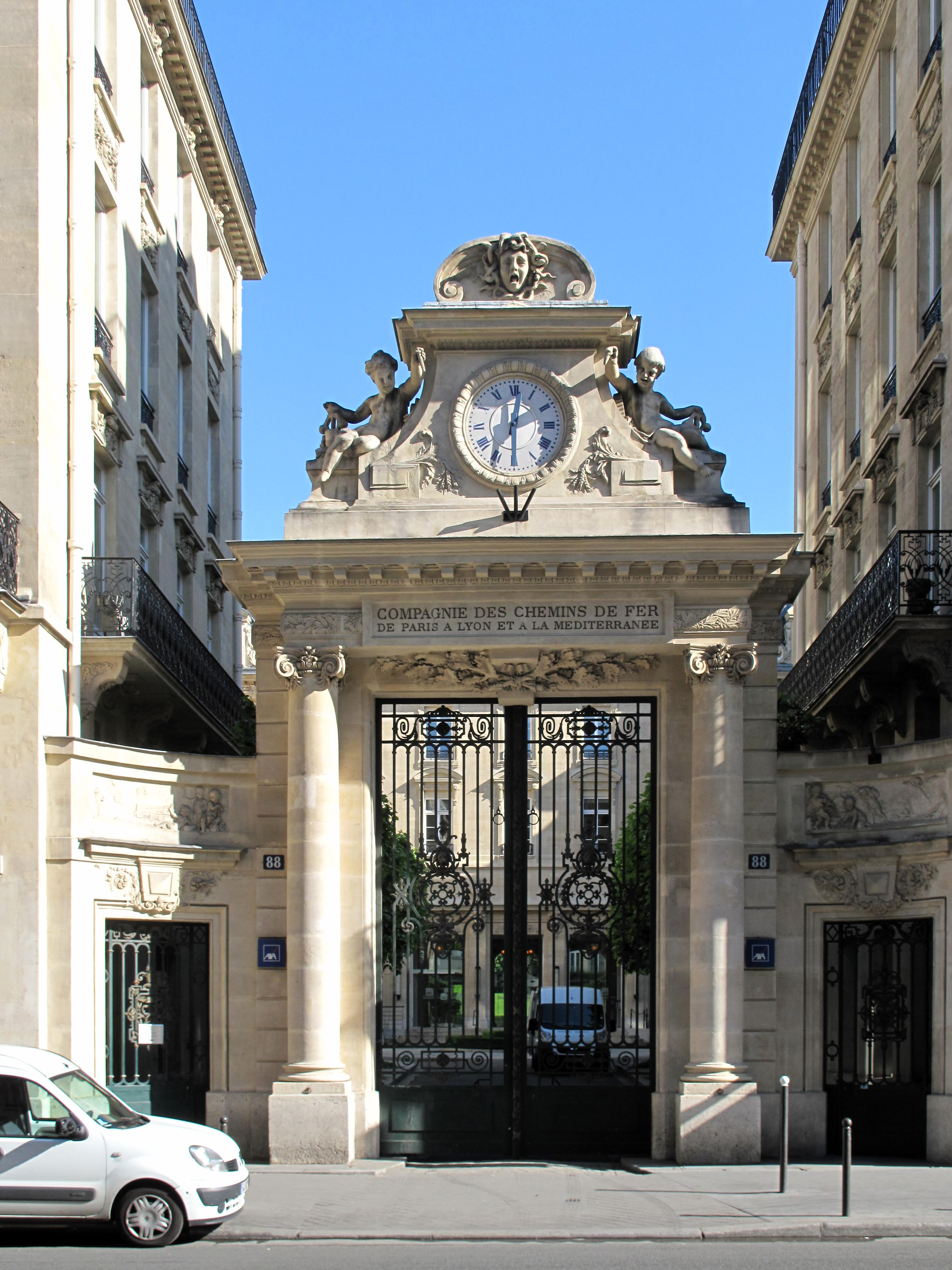
O edifício da PLM próximo em Paris

A  Compagnie des chemins de fer de Paris à Lyon et à la Méditerranée (PLM) geralmente conhecida como Paris-Lyon-Méditerranée donde o PLM, é foi uma das mais importantes companhia ferroviárias privadas francesa desde a sua criação em 1857 até à sua nacionalização em 1938 pela Société Nationale des Chemins de fer Français (SNCF).
Partia da Gare de Lyon, em Paris, e era destinada a servir o sul da França, e nomeadamente a Côte d'Azur, a Provença, as Cevenas, e os Alpes, a PLM era naturalmente a companhia para a partida em viagem de férias da época.

## História
Os estudos começam em 1840 mas só em 1852 é que uma primeira concessão é dada à companhia "Avignon-Marseille" para explorar a ligação Avinhão–Tarascon–Arles–Marseille.
O traçado Paris-Dijon é assente em 1844 e concedido à Compagnie des chemins de fer de Paris à Lyon, cidade onde só chegará em 1851. Outros troços são criados como o tramo  Lyon–Avinhão, concedida à companhia Lyon, la Méditerranée, a  LLM e aberta em 1849.
Em 1855, a linha  Paris–Lyon–Marseille está quase terminada e porque usada por Napoleão III ficou a ser conhecida pela l'impériale. Nessa altura havia várias pequenas companhias que acabam por fundir em duas companhias de caminho de ferro:
- Compagnie des chemins de fer de Lyon à la Méditerranée, a LM
- Compagnie des chemins de fer de Paris à Lyon , a PL.

A fusão destas duas companhias virá a formar a PLM

## Imagens

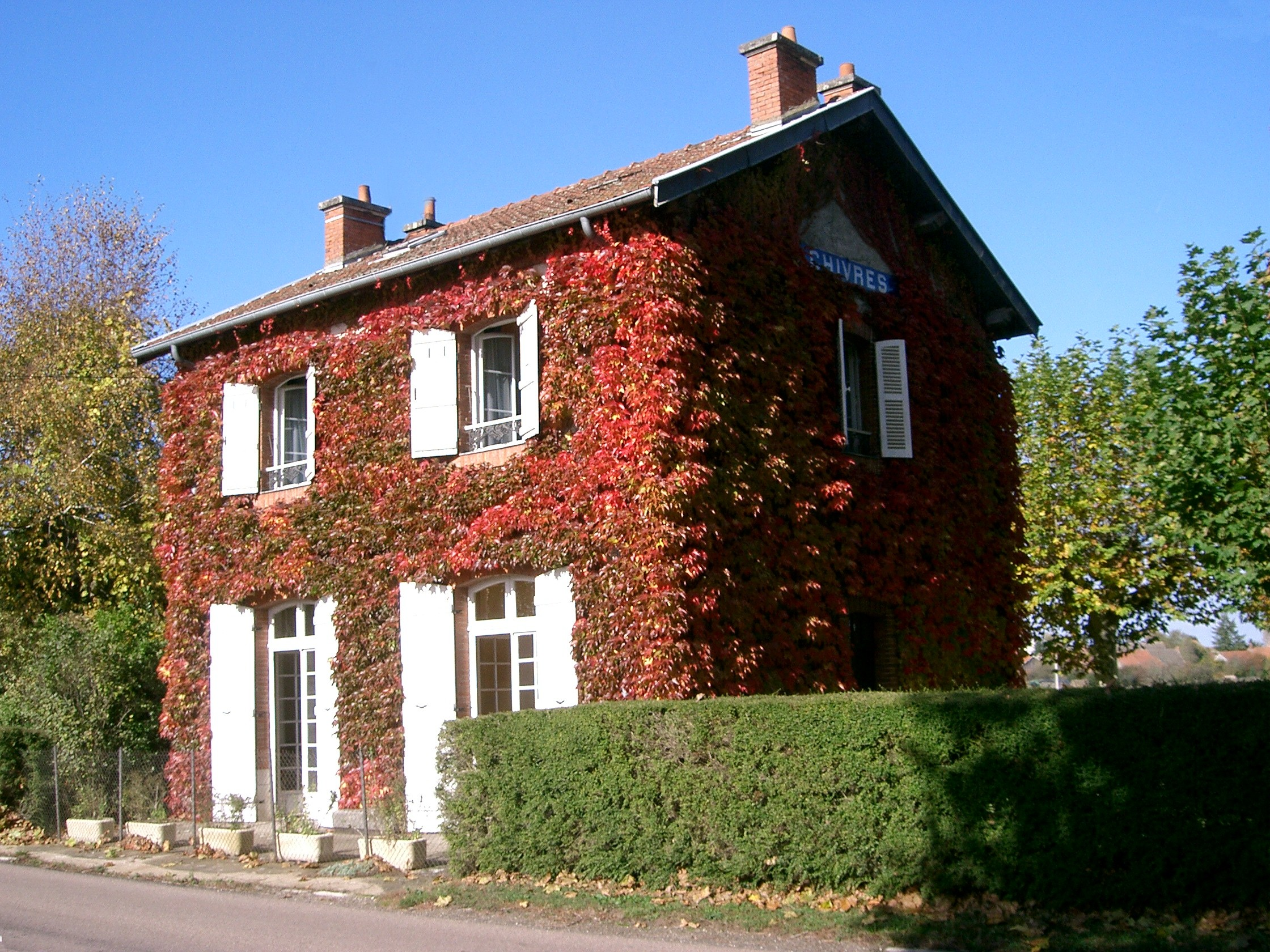
Aparecem as casas da linha
Publicidade da PLM - Roma pela via do Monte Genis Publicidade da PLM - Roma pela via do Monte Genis
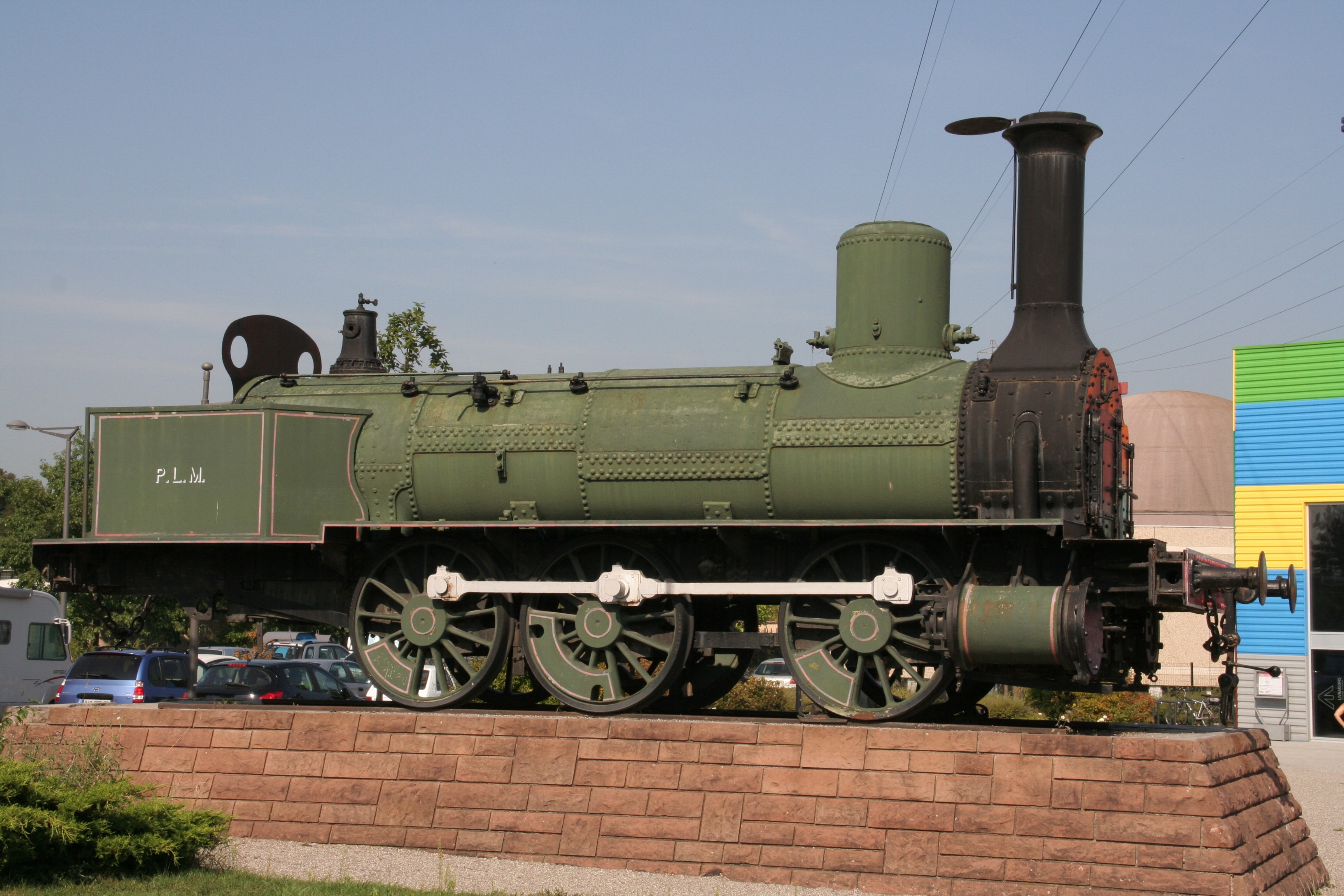
Máquina da PLM, hoje como monumento em Mulhouse